# Love, Reign o'er Me
«Love, Reign o'er Me» — пісня британського рок-гурту The Who, другий сингл з альбому Quadrophenia (1973).

## Оригінал The Who
Автором пісні «Love, Reign o'er Me» був Піт Таунсенд. Вона увійшла до рок-опери The Who Quadrophenia, яка вийшла 1973 року. Головним персонажем концептуального альбому був підліток Джиммі, який страждав через розлади ідентичності: він володів чотирма різними особистостями, які на альбомі були представлені різними музикантами The Who. «Love, Reign o'er Me» була останньою композицією на альбомі. Її текст відображав почуття розчарованого Джиммі, що опинився на березі моря і просить, щоб кохання «заволоділо ним та впало дощем на нього» (гра слів: «reign» — володіти, «rain» — дощити).
«Love Reign o'er Me» вийшла окремим синглом в 1973 році. На зворотній стороні платівки була інша пісня Піта Таунсенда «Is It In My Head», на інших виданнях — «Water». В грудні 1973 року пісня потрапила до американського пісенного чарту Billboard Hot 100 та піднялась на 76 місце.

### Список пісень на синглі
США та Канада
1. «Love Reign O'er Me» (Таунсенд)
2. «Water» (Таунсенд)[6][7]

Нідерланди
1. «Love Reign O'er Me» (Таунсенд)
2. «Is It In My Head» (Таунсенд)[8]

### Місця в хіт-парадах
| Хіт-парад (1973)        | Найвища позиція |
| ----------------------- | --------------- |
| US Billboard Hot 100    | 76              |
| Canada RPM Magazine RPM | 31              |

## Версія Pearl Jam
Американський рок-гурт Pearl Jam, заснований на початку 1990-х років, часто виконував кавер-версії The Who на власних концертах. Зокрема, в репертуарі гурту була пісня «Baba O'Riley». 2006 року гурт видав черговий різдвяний сингл для членів фан-клубу, додавши туди концертний кавер «Rockin' in the Free World» Ніла Янга та студійну версію «Love, Reign O'er Me» The Who. 23 лютого 2007 року «Love, Reign o'er Me» вийшла на iTunes в складі саундтреку до фільму Адама Сендлера «Спорожніле місто», в якому вона гралась під час фінальних титрів.
У квітні 2007 року «Love Reign O'er Me» потрапила до хіт-параду Billboard Mainstream Rock, де посіла 32 місце. 
| Хіт-парад (2007)             | Найвища позиція |
| ---------------------------- | --------------- |
| US Billboard Mainstream Rock | 32              |